# Castelleone (Deruta)
Castelleone is een plaats (frazione) in de Italiaanse gemeente Deruta.